# Paul Courant
Paul Courant, né le 10 novembre 1949 à Kersbeek-Miskom dans l'entité de Kortenaken, est un joueur de football international belge actif du milieu des années 1960 au milieu des années 1980. Il évoluait au poste de milieu de terrain et a joué en première division belge avec trois clubs différents.

## Carrière

### Débuts dans les divisions inférieures
Paul Courant effectue sa formation au Racing Club Tirlemont. Il intègre l'équipe première du club en 1966, alors qu'elle évolue en Division 3. Il participe à la conquête du titre dès sa première saison, synonyme de montée en Division 2. Le club est relégué un an plus tard et, après avoir disputé une nouvelle saison en troisième division, Paul Courant est recruté en 1969 par le RFC Liège, une équipe de première division belge.

### Éclosion en Division 1
Dès son arrivée dans le club de la Cité ardente, Paul Courant gagne sa place de titulaire dans le milieu du jeu. Malgré les prestations plutôt moyennes de l'équipe en championnat, qui termine chaque saison dans la seconde moitié du classement, les performances du joueur ne passent pas inaperçues. Il est appelé une première fois en équipe nationale belge le 15 novembre 1975 à l'occasion d'un match contre la France dans le cadre des éliminatoires de l'Euro 1976 mais il ne jouera pas la rencontre.

### Années de succès au FC Bruges
Durant l'été 1976, il est transféré au FC Bruges, le club qui domine le championnat belge en cette seconde moitié des années 1970. Dès sa première saison, il y devient un joueur de base dans l'équipe et remporte le titre de champion. Le club décroche également la Coupe de Belgique mais Paul Courant ne prend pas part à la finale. Il est également rappelé en équipe nationale et dispute son premier match officiel avec les « Diables Rouges » le 5 septembre 1976 contre l'Islande. L'année suivante, il remporte un nouveau titre national et participe à la campagne européenne en Coupe des clubs champions qui voit le club atteindre la finale de la compétition, où il s'incline contre Liverpool. Il remporte un troisième titre de champion en 1980 puis quitte le club un an plus tard.

### Fin de carrière au Cercle et à l'Union
Paul Courant rejoint alors le rival brugeois du Cercle. Il prend une place dans le onze de base de l'équipe et la conserve durant quatre ans, à l'exception de la saison 1983-1984, pendant laquelle une grave blessure le tient éloigné des terrains durant près d'un an. Avec le Cercle, il remporte la Coupe de Belgique 1985. Il inscrit le but égalisateur à la dernière minute de jeu de la finale contre le KSK Beveren puis transforme son tir au but. Il dispute son dernier match au Cercle à l'occasion de la Supercoupe de Belgique 1985, perdue 2-1 contre le Sporting Anderlecht. Il quitte ensuite l'équipe brugeoise pour rejoindre l'Union Saint-Gilloise, qui milite en Division 2. Le club est relégué en fin de saison et, après une dernière saison en troisième division, Paul Courant décide de mettre un terme définitif à sa carrière de joueur en 1987.

### Reconversion
Après sa carrière de joueur, Paul Courant est engagé par le FC Malines en tant que directeur sportif. Sous sa houlette, le club vit ses plus belles années avec des victoires en Coupe de Belgique, en Coupe des vainqueurs de coupe et en Supercoupe de l'UEFA, ainsi qu'un titre de champion de Belgique. En 1993, il est recruté par le Sporting Anderlecht pour devenir responsable du recrutement du club. Il est licencié en décembre 1998 et devient alors agent de joueurs.

## Palmarès
- Six fois international belge (un but inscrit)
- 3 fois champion de Belgique en 1977, 1978 et 1980 avec le FC Bruges.
- Vainqueur de la Coupe de Belgique en 1985 avec le Cercle de Bruges.
- Finaliste de la Coupe de la Ligue Pro en 1973 avec le RFC Liège.
- 1 fois champion de Belgique de Division 3 en 1967 avec le RRC Tirlemont.

## Statistiques
| Saison                | Club                  | Championnat           | Championnat | Championnat | Coupe(s) nationale(s) | Coupe(s) nationale(s) | Supercoupe | Supercoupe | Compétition(s) continentale(s) | Compétition(s) continentale(s) | Compétition(s) continentale(s) | Belgique | Belgique | Total | Total |
| Saison                | Club                  | Division              | M.          | B.          | M.                    | B.                    | M.         | B.         | Comp.                          | M.                             | B.                             | M.       | B.       | M.    | B.    |
| 1966-1967             | RRC Tirlemont         | Division 3            | 11          | 2           | -                     | -                     | 0          | 0          | -                              | 0                              | 0                              | 0        | 0        | 11    | 2     |
| 1967-1968             | RRC Tirlemont         | Division 2            | 8           | 0           | -                     | -                     | 0          | 0          | -                              | 0                              | 0                              | 0        | 0        | 8     | 0     |
| 1968-1969             | RRC Tirlemont         | Division 3            | 28          | 6           | -                     | -                     | 0          | 0          | -                              | 0                              | 0                              | 0        | 0        | 28    | 6     |
| Sous-total            | Sous-total            | Sous-total            | 47          | 8           | 0                     | 0                     | 0          | 0          | -                              | 0                              | 0                              | 0        | 0        | 47    | 8     |
| 1969-1970             | RFC Liège             | Division 1            | 24          | 2           | -                     | -                     | 0          | 0          | -                              | 0                              | 0                              | 0        | 0        | 24    | 2     |
| 1970-1971             | RFC Liège             | Division 1            | 27          | 1           | -                     | -                     | 0          | 0          | -                              | 0                              | 0                              | 0        | 0        | 27    | 1     |
| 1971-1972             | RFC Liège             | Division 1            | 29          | 6           | -                     | -                     | 0          | 0          | -                              | 0                              | 0                              | 0        | 0        | 29    | 6     |
| 1972-1973             | RFC Liège             | Division 1            | 26          | 5           | -                     | -                     | 0          | 0          | -                              | 0                              | 0                              | 0        | 0        | 26    | 5     |
| 1973-1974             | RFC Liège             | Division 1            | 30          | 6           | -                     | -                     | 0          | 0          | -                              | 0                              | 0                              | 0        | 0        | 30    | 6     |
| 1974-1975             | RFC Liège             | Division 1            | 38          | 5           | -                     | -                     | 0          | 0          | -                              | 0                              | 0                              | 0        | 0        | 38    | 5     |
| 1975-1976             | RFC Liège             | Division 1            | 35          | 9           | -                     | -                     | 0          | 0          | -                              | 0                              | 0                              | 0        | 0        | 35    | 9     |
| Sous-total            | Sous-total            | Sous-total            | 209         | 34          | 0                     | 0                     | 0          | 0          | -                              | 0                              | 0                              | 0        | 0        | 209   | 34    |
| 1976-1977             | FC Bruges             | Division 1            | 33          | 5           | -                     | -                     | 0          | 0          | C1                             | 6                              | 1                              | 4        | 0        | 43    | 6     |
| 1977-1978             | FC Bruges             | Division 1            | 28          | 11          | -                     | -                     | 0          | 0          | C1                             | 7                              | 1                              | 1        | 1        | 36    | 13    |
| 1978-1979             | FC Bruges             | Division 1            | 30          | 5           | -                     | -                     | 0          | 0          | C1                             | 2                              | 0                              | 1        | 0        | 33    | 5     |
| 1979-1980             | FC Bruges             | Division 1            | 32          | 11          | -                     | -                     | 0          | 0          | -                              | 0                              | 0                              | 0        | 0        | 32    | 11    |
| 1980-1981             | FC Bruges             | Division 1            | 23          | 5           | -                     | -                     | 0          | 0          | C1                             | 2                              | 0                              | 0        | 0        | 25    | 5     |
| Sous-total            | Sous-total            | Sous-total            | 146         | 37          | 22                    | 9                     | 0          | 0          | -                              | 17                             | 2                              | 6        | 1        | 191   | 49    |
| 1981-1982             | Cercle Bruges KSV     | Division 1            | 28          | 8           | 2                     | 1                     | 0          | 0          | -                              | 0                              | 0                              | 0        | 0        | 30    | 9     |
| 1982-1983             | Cercle Bruges KSV     | Division 1            | 33          | 1           | 3                     | 0                     | 0          | 0          | -                              | 0                              | 0                              | 0        | 0        | 36    | 1     |
| 1983-1984             | Cercle Bruges KSV     | Division 1            | 2           | 0           | 1                     | 2                     | 0          | 0          | -                              | 0                              | 0                              | 0        | 0        | 3     | 2     |
| 1984-1985             | Cercle Bruges KSV     | Division 1            | 33          | 3           | 9                     | 4                     | 1          | 0          | -                              | 0                              | 0                              | 0        | 0        | 43    | 7     |
| Sous-total            | Sous-total            | Sous-total            | 96          | 12          | 15                    | 7                     | 1          | 0          | -                              | 0                              | 0                              | 0        | 0        | 112   | 19    |
| 1985-1986             | Union SG              | Division 2            | 23          | 0           | -                     | -                     | 0          | 0          | -                              | 0                              | 0                              | 0        | 0        | 23    | 0     |
| 1986-1987             | Union SG              | Division 2            | 25          | 2           | -                     | -                     | 0          | 0          | -                              | 0                              | 0                              | 0        | 0        | 25    | 2     |
| Sous-total            | Sous-total            | Sous-total            | 48          | 2           | 0                     | 0                     | 0          | 0          | -                              | 0                              | 0                              | 0        | 0        | 48    | 2     |
| Total sur la carrière | Total sur la carrière | Total sur la carrière | 546         | 93          | 37                    | 16                    | 1          | 0          | -                              | 17                             | 2                              | 6        | 1        | 607   | 112   |

## Sélections internationales
Paul Courant a été appelé à neuf reprises en équipe nationale belge, disputant six rencontres et inscrivant un but. Sa première sélection date du 15 novembre 1975 contre la France mais il ne monte pas au jeu. Il dispute son premier match le 5 septembre 1976 en Islande. Il inscrit son seul but international le 3 septembre 1977 contre l'Islande. Il joue son dernier match international le 20 septembre 1978 contre la Norvège.
Le tableau ci-dessous reprend toutes les sélections de Paul Courant. Les matches qu'il ne joue pas sont indiqués en italique. Le score de la Belgique est toujours indiqué en gras.
| Date       | Compétition                                  | Adversaire      | Lieu      | Score | Remarque |
| ---------- | -------------------------------------------- | --------------- | --------- | ----- | -------- |
| 15/11/1975 | Éliminatoires Euro 1976 (Groupe 7)           | France          | Paris     | 0-0   |          |
| 5/09/1976  | Éliminatoires Coupe du monde 1978 (Groupe 4) | Islande         | Reykjavik | 0-1   | 75e      |
| 10/11/1976 | Éliminatoires Coupe du monde 1978 (Groupe 4) | Irlande du Nord | Liège     | 2-0   |          |
| 26/01/1977 | Match amical                                 | Italie          | Rome      | 2-1   | 60e      |
| 26/03/1977 | Éliminatoires Coupe du monde 1978 (Groupe 4) | Pays-Bas        | Anvers    | 0-2   |          |
| 3/09/1977  | Éliminatoires Coupe du monde 1978 (Groupe 4) | Islande         | Bruxelles | 4-0   | 59e      |
| 26/10/1977 | Éliminatoires Coupe du monde 1978 (Groupe 4) | Pays-Bas        | Amsterdam | 1-0   |          |
| 16/11/1977 | Éliminatoires Coupe du monde 1978 (Groupe 4) | Irlande du Nord | Belfast   | 3-0   |          |
| 20/09/1978 | Éliminatoires Euro 1980 (Groupe 2)           | Norvège         | Bruxelles | 1-1   | 46e      |